# Unia Demokratyczna
Unia Demokratyczna (UD) – polska partia polityczna o charakterze centrowym, powstała z inicjatywy Tadeusza Mazowieckiego, działająca w latach 1990–1994.

## Historia

### Powstanie

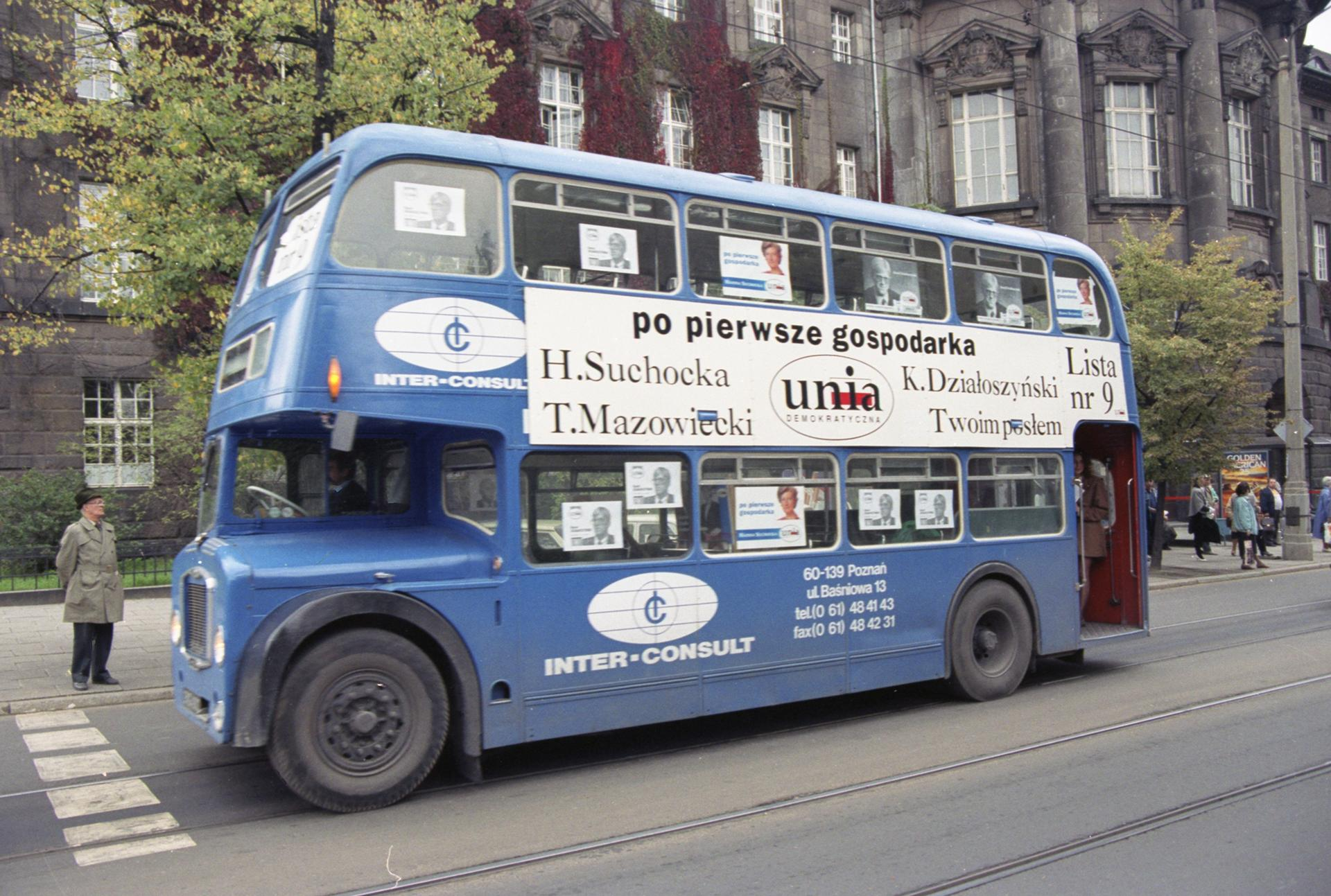
Kampania wyborcza Unii Demokratycznej w Poznaniu w 1993

Unia Demokratyczna została powołana jako jednolite ugrupowanie po wyborach prezydenckich w 1990 przez wywodzące się z „Solidarności” środowiska wspierające kandydaturę premiera Tadeusza Mazowieckiego, który przegrał w pierwszej turze z Lechem Wałęsą i Stanem Tymińskim. 2 grudnia 1990 została założona frakcja parlamentarna UD.
Trzon organizacyjny stworzyły struktury komitetu wyborczego byłego premiera, do których dołączyły Forum Prawicy Demokratycznej (z którego wyłamała się niewielka grupa, tworząc Koalicję Republikańską) oraz Ruch Obywatelski Akcja Demokratyczna (z którego odszedł Zbigniew Bujak, powołując Ruch Demokratyczno-Społeczny). Przewodniczącym ugrupowania został Tadeusz Mazowiecki, który po przegranych wyborach zrezygnował ze stanowiska premiera. Uzyskał 556 głosów na 601 oddanych. Funkcję tę sprawował przez cały okres działalności partii. Kongres zjednoczeniowy odbył się 11 i 12 maja 1991. UD stała się partią politycznego centrum, skupiającą polityków postsolidarnościowych o szerokim spektrum politycznych poglądów od socjaldemokratycznych, przez socjalliberalne i chadeckie po konserwatywne. Po kongresie wiceprzewodniczącymi partii byli Jacek Kuroń, Władysław Frasyniuk i Aleksander Hall.

### Wybory w 1991
W wyborach parlamentarnych w 1991 Unia Demokratyczna zajęła pierwsze miejsce z wynikiem 12,3%. W wyniku niewielkiej przewagi nad kolejnymi komitetami, rozdrobnienia na ówczesnej scenie politycznej i stosowania jako przelicznika metody Hare’a-Niemeyera UD zdobyła jedynie 62 mandaty (o dwa więcej od SLD), przy czym o jeden z nich na skutek nieprecyzyjnych przepisów ordynacji wyborczej przez parę miesięcy trwał spór z Chrześcijańską Demokracją. W Senacie I kadencji znalazło się 21 przedstawicieli UD, wkrótce dołączyło do nich dwóch senatorów niezależnych.
Na skutek dojścia do porozumienia przez kilka ugrupowań prawicowych politycy zwycięskiej partii nie znaleźli się w Prezydium Sejmu ani Prezydium Senatu, a powierzona przez ówczesnego Prezydenta Lecha Wałęsę Bronisławowi Geremkowi misja sformowania rządu zakończyła się niepowodzeniem. UD znalazła się w opozycji do rządu Jana Olszewskiego. Wkrótce rozpoczęła bliską współpracę z Kongresem Liberalno-Demokratycznym i Polskim Programem Gospodarczym, tworząc tzw. małą koalicję.

### Rząd Hanny Suchockiej
Po odwołaniu gabinetu Jana Olszewskiego i nieudanej próbie stworzenia rządu przez Waldemara Pawlaka prezydent powołał nową Radę Ministrów pod kierownictwem posłanki Unii Demokratycznej, Hanny Suchockiej. W skład rządu poza Unią Demokratyczną i KLD weszły niewielkie ugrupowania centroprawicowe (PChD i SLCh), a także partie prawicy narodowej (ZChN i PSL-PL). Nieznaczną większość w Sejmie zapewniało początkowo poparcie m.in. posłów „Solidarności” i małych kół poselskich.
Jesienią 1992 część działaczy tworzących w ramach UD Frakcję Prawicy Demokratycznej na czele z Aleksandrem Hallem (w tym sześciu posłów) opuściło partię, tworząc Partię Konserwatywną. Tym samym klub poselski Unii Demokratycznej przestał być największą frakcją w Sejmie, ustępując miejsca Sojuszowi Lewicy Demokratycznej.
29 maja 1993 Sejm uchwalił głosami m.in. SLD, PSL, KPN, PC, RdR i części posłów NSZZ „S” wotum nieufności dla rządu Hanny Suchockiej. Lech Wałęsa, nie przyjmując dymisji rządu, rozwiązał parlament.

### Wybory w 1993
UD zdecydowała się na samodzielny start do Sejmu i Senatu, wzmacniając swoje listy grupą posłów związkowych, którzy opowiedzieli się za rządem (m.in. Jana Rulewskiego i Bogdana Borusewicza). W wyborach parlamentarnych w 1993 partia zdobyła 10,59% głosów, zajmując trzecie miejsce za SLD i PSL.
Partia zdobyła ok. 80 tys. głosów więcej niż dwa lata wcześniej. Łącznie uzyskała 74 mandaty poselskie i 4 senackie. Parlamentarzystki Unii (posłanka Olga Krzyżanowska i senator Zofia Kuratowska) objęły stanowiska wicemarszałków w obu izbach. UD znalazła się w opozycji, głosując przeciwko wotum zaufania dla rządu Waldemara Pawlaka.

### Zjednoczenie z KLD
W 1994 UD połączyła się z Kongresem Liberalno-Demokratycznym. W wyniku fuzji powstały partia i klub parlamentarny o nazwie Unia Wolności.

### Wybory parlamentarne
| Wybory | Sejm      | Sejm       | Sejm  | Sejm    | Sejm    | Senat   | Senat   |
| Wybory | Głosy     | Głosy      | Głosy | Mandaty | Mandaty | Mandaty | Mandaty |
| Wybory | Liczba    | %          | +/−   | Liczba  | +/−     | Liczba  | +/−     |
| ------ | --------- | ---------- | ----- | ------- | ------- | ------- | ------- |
| 1991   | 1 382 051 | 12,32 (1.) | —     | 62/460  | —       | 21/100  | —       |
| 1993   | 1 460 957 | 10,59 (3.) | 1,73  | 74/460  | 12      | 4/100   | 17      |